# Jussi Teljo
Klaus Maunu Juhani (Jussi) Teljo, född 19 juli 1904 i Helsingfors, död där 1 juli 1992, var en finländsk statsvetare.
Teljo blev filosofie doktor 1931. Han var 1946–1949 professor i statslära vid Samhälleliga högskolan och 1949–1971 professor i allmän statslära vid Helsingfors universitet.
I avhandlingen Valtio ja yhteiskunta Snellmanin valtiofilosofiassa (1934) vände sig Teljo mot en metafysisk uppfattning av staten. I en annan undersökning, Kansaneduskunta ja valtion tulo- ja menoarvio (1938), behandlade han riksdagen och statsbudgeten på basis av empiriskt material. Bland hans övriga arbeten märks Suomen valtioelämän murros 1905–1908 (1949), där brytningsskedet i Finlands politiska liv i samband med att enkammarlantdagen infördes skildras.